# インタラクティブブレインズ
株式会社インタラクティブブレインズ（英: Interactive Brains co.,ltd.）は、東京都新宿区に本社を置き、モバイルゲームのサイト運営、ゲーム開発、サーバー構築を行っている日本の企業である。

## 概要
2001年4月に有限会社として立ち上げ、バンダイナムコゲームスのケータイ向けゲーム総合サイト「アプリキャロット」のプロデュースを行う。2003年4月に株式会社へ変更。その後「リッジレーサー」（2003年）などを携帯電話向け3Dゲームの開発を行う一方でオリジナルタイトル開発にも着手。また、「はじめの一歩」（講談社）、「スターウォーズ」（インデックス）、「ワイルド・スピード」（ユニバーサル・スタジオ）シリーズを共同開発、販売を行うなどモバイルゲーム市場をターゲットとした事業を展開している。
3Dゲームの開発に利用していたレンダリングシステムを、アバターなどモバイルWEB上のコンテンツに適用し、大手SNSを始め各CPへクラウドレンダリングシステムとして提供している実績がある。

## 沿革
- 2001年4月 東京都豊島区に有限会社インタラクティブブレインズを設立
- 2001年4月 バンダイナムコゲームスのゲーム総合サイト「アプリキャロット」をプロデュース
- 2002年4月 バンダイナムコゲームスの「パックマン」をJavaケータイ端末向けに移植開発
- 2003年2月 株式会社インタラクティブブレインズに組織変更
- 2003年2月 バンダイナムコゲームスの「ゼビウス」をKDDI社BREWサービス開始と同時に移植開発
- 2003年6月 バンダイナムコゲームスの「リッジレーサー」を携帯端末史上初の3D移植開発
- 2003年8月 SIGGRAPH2003出展(米国サンディエゴ)
- 2004年1月 タイトー「電車でGO!3D」をKDDI社BREW端末向け移植開発
- 2004年02月 IMAGINA2004(モナコ)会長の武田が招待講演
- 2004年07月 IB「ディープ ラビリンス」を世界初オリジナル3DダンジョンRPGとしてボーダフォン日本法人（現ソフトバンクモバイル）にて配信サービスを開始
- 2004年07月 ボーダフォン日本法人より公式ゲーム総合サイト「ハイエンド♪スタイル」を配信サービスを開始
- 2004年07月 バンダイネットワークスと「機動戦士ガンダム めぐりあい宇宙編」を共同開発。3Dグラフィックアクセラレータ「T4G」に対応した初のボーダフォン日本法人端末発売と同時に配信サービスを開始
- 2004年12月 KDDIより公式ゲーム総合サイト「ハイエンド♪スタイル」を配信サービスを開始
- 2005年3月 NTTドコモより公式ゲーム総合サイト「ハイエンド♪スタイル」を配信サービスを開始
- 2005年4月 KDDIと米国配信契約成立(日本経済新聞にて発表)、米国向け事業を開始
- 2005年4月 韓国SKTelecomよりIB「TOY HEADS」を配信し、韓国向け事業を開始
- 2006年1月 タイトー「キャメルトライ」をKDDI社BREW版に移植開発。タイトー「タイトーゲームエキスポ」サイトにて配信サービスを開始（現在は「インベーダーでGO！」にて配信）
- 2006年1月 タイトー「イースVI～ナピシュテムの匣」をKDDI社BREW版に移植開発。タイトー「Ys§イース§」サイトにて配信サービスを開始
- 2006年3月 任天堂よりニンテンドーDS向けゲーム「ディープラビリンス」開発・発売
- 2006年4月 Willcomより公式ゲーム総合サイト「ハイエンド♪スタイル」を配信サービスを開始
- 2006年4月 講談社と「はじめの一歩」を携帯電話用3Dボクシングゲームとして共同開発し、国内3キャリアに配信サービスを開始
- 2006年8月 任天堂よりニンテンドーDS向けゲーム「ディープラビリンス」を北米、欧州にて発売開始
- 2006年9月 ユニバーサル・スタジオと「ワイルド・スピードX3」をケータイ携帯電話用3Dレーシングゲームとして共同開発し、映画配給と同時に配信開始
- 2006年9月 インデックス（旧法人）と「スターウォーズ」を携帯電話用3Dレーシングゲームとして共同開発
- 2006年12月 ビービーエムエフ「女神転生 デジタル・デビル・サーガ アバタール・チューナー」を携帯電話用3DRPGとして開発
- 2007年10月 ビービーエムエフ「ペルソナ3エム」を携帯電話用3DRPGとして開発
- 2007年10月 IB「バーニングフォートレス」を北米ベライゾンから配信サービスを開始
- 2008年2月 IB「Mobile ゴルフ パンヤ」を携帯電話用3Dゲームとして開発し、KDDIより配信サービスを開始
- 2008年3月 セガ「バーチャファイターMobile」を携帯電話用3D格闘ゲームとして開発
- 2008年6月 IB「Mobile ゴルフ パンヤ」を携帯電話用3Dゲームとして開発し、NTTドコモより配信サービスを開始
- 2010年9月 創業者の武田政樹により、スマートフォン、Android関連の技術部門が株式会社インタラクティブラボラトリーとして分離独立
- 2010年11月 ディー・エヌ・エー、エイチアイと共に次世代3D環境開発において3社協業体制を構築
- 2012年1月 本社を渋谷に移転